# Аарн Таркас
Аарн Таркас (до 1947 – Саастамойнен, 19 грудня 1923, Порі, Фінляндія – 7 жовтня 1976, Денія, Іспанія) – фінський кінорежисер, сценарист, продюсер та актор.

## Життєпис
Аарн Таркас розпочав свою кар'єру як сценарист фільму Матті Кассіла «Radio tekee murron» (1951), за який вони розділили премію "Юссі".  
У 1952 Таркас заснував продюсерську компанію "Junior-Filmi", яка продюсувала всесвітньо визнаний фільм Еріка Бломберґа "Valkoinen peura". 
Таркас був відомий як дуже швидкий письменник, що у свої найпродуктивніші роки писав до п'яти кіноценаріїв на рік. Загалом Таркас написав 35 сценаріїв і зняв 33 художні фільми. Протягом останніх років він працював здебільшого на телебаченні.
Аарн Таркас помер від серцевої недостатності у віці 52 років. 

## Вибрана фільмографія
- Yö on pitkä (1952)
- Кованаама (1954)
- Olemme kaikki syyllisiä (1954)
- Санкаріалокас (1955)
- Віллі Похьола (1955)
- Кулкурін мазурка (1958)
- Паксунашка (1958)
- Сотапоянський хайлат (1958)
- Ei ruumiita makuuhuoneeseen (1959)
- Vatsa sisään, rinta ulos! (1959)
- Isaskar Keturin ihmeelliset seikkailut (1960)
- Канкулку Кайволла (1960)
- Ніна і Ерік (1960)
- Opettajatar seikkailee (1960)
- Pekka ja Pätkä neekereinä (1960)
- Hän varasti elämän (1962)
- Туркасен тенава! (1963)
- Villin Pohjolan kulta (1963)
- Villin Pohjolan salattu laakso (1963)
- Йохан Ніт на маркінаті! (1966)